# 珍妮特·赫格·迪斯塔
珍妮特·赫格·迪斯塔（挪威語：Jeanette Hegg Duestad，1999年1月11日—），挪威女子射击运动员，2022年世界射击锦标赛女子300米步枪三姿、女子300米步枪卧射团体、女子300米步枪三姿团体、混合团体300米步枪卧射金牌得主和女子50米步枪三姿铜牌得主、2023年欧洲运动会女子50米步枪三姿团体金牌得主和女子10米气步枪团体银牌得主。